# Jalie Tucker
Jalie A. Tucker (ur. 1954) – amerykańska psycholog kliniczna, profesor Uniwersytetu Florydy. Jej zainteresowania badawcze dotyczą między innymi nadużywania substancji psychoaktywnych, podejmowanie decyzji i zmiany decyzji. Wniosła ona również istotny wkład do psychologicznej teorii atrybucji.
Odnosząc się do wprowadzonego przez Allana R. Bussa rozróżnienia działań (są podejmowane przez ludzi i mają określony cel) i zdarzeń (są wynikiem działania sił fizycznych i nie są kierowane przez żadną osobę), Tucker wspólnie z Johnem Harveyem wykazała, że jednostki inaczej wyjaśniają pojawienie się tych pierwszych, a inaczej tych drugich. W związku z tym doświadczenia dotyczące świata zewnętrznego będą się znacząco różnić w zależności od tego, czy dotyczą one świata społecznego (reprezentowanego przez działania), czy też dotyczą one świata pozaspołecznego (reprezentowanego przez zdarzenia).